# ショートショートムービーフェスティバル
ショートショートムービーフェスティバルは、京都市を本拠とする劇団及び企画集団であるヨーロッパ企画が主催する、短編映画を対象とした映画祭である。略称はSSMF。
2004年4月に第1回が開催されてから、これまで合計9回開催されている。実験的な作品を積極的に上映し、映画の裾野を広げることも開催趣旨の一つとなっている。
ヨーロッパ企画メンバーのほか、他劇団所属の劇団員など多彩なジャンルのゲスト監督が制作した短編映画作品（SSMFではこれをショートショートムービーと称している）を上映するとともに、開催当日に鑑賞したお客様とゲスト審査員の投票によってグランプリを決定する。

## 参加規程
当該映画祭に参加するためには、下記の2つの条件を満たす必要がある。
- 5分以内の映像であること
- SSMF運営委員会が指定したジャンルであること（第7回以降）

第1回～第3回までは一般部門があり、「5分以内の映像」であればジャンルに関係なく参加することが可能であった（第2回については他に「タイトル部門」もあった）。また、第4回～第6回は「5分以内の映像」かつ「SSMF運営委員会が指定したタイトルであること」が条件であった。
なお、第7回までは一般からの応募が可能だったが、現在は行っていない。